# David Zabriskie
David Zabriskie (Salt Lake City, 12 de gener de 1979) és un ciclista estatunidenc, professional del 2001 al 2013.

## Biografia
Debutà com a professional el 2001 a les files de l'equip US Postal, liderat per Lance Armstrong, on va estar-hi fins a acabar la temporada 2004. El 2005 passà a formar part del Team CSC, dirigit per Bjarne Riis i el 2008 fitxà pel Garmin-Transitions.
El 2012 fou un dels 11 excompanys de Lance Armstrong a l'US Postal que testificaren davant l'USADA (Agencia Anti-Dopatge Estatunidenca) en el cas contra el texà. Zabriskie admeté haver-se dopat per millorar el rendiment, per la qual cosa fou suspès sis mesos a comptar des de l'1 de setembre de 2012 i fou desqualificat de tots els resultats obtinguts entre el 31 de maig de 2003 i el 31 de juliol de 2006.
Especialista en la contrarellotge, els seus principals èxits els ha aconseguit en aquesta modalitat, destacant sis campionats nacionals.

## Palmarès
- 2000
  -  Campió dels Estats Units sub-23 en contrarellotge
  - 1r al Gran Premi de les Nacions sub-23
- 2002
  - Vencedor d'una etapa de la Sea Otter Classic

- 2006
  -  Campió dels Estats Units en contrarellotge
  -  Medalla de plata al Campionat del món de contrarellotge
- 2007
  -  Campió dels Estats Units en contrarellotge
- 2008
  -  Campió dels Estats Units en contrarellotge
  -  Medalla de bronze al Campionat del món de contrarellotge
- 2009
  -  Campió dels Estats Units en contrarellotge
  - 1r al Tour de Missouri i vencedor d'una etapa
- 2010
  - Vencedor d'una etapa de la Volta a Califòrnia
- 2011
  -  Campió dels Estats Units en contrarellotge
  - Vencedor d'una etapa del Tour de Romandia
  - Vencedor d'una etapa de la Volta a Califòrnia
- 2012
  -  Campió dels Estats Units en contrarellotge
  - Vencedor d'una etapa de la Volta a Califòrnia
  - Vencedor d'una etapa del Tour de Langkawi

### Resultats al Tour de França
- 2005. Abandona (9a etapa). Vencedor d'una etapa.  Porta el mallot groc durant 3 etapes
- 2006. 74è de la classificació general
- 2007. Fora de control (11a etapa)
- 2009. 77è de la classificació general
- 2010. 101è de la classificació general
- 2011. Abandona per caiguda (9a etapa)
- 2012. 100è de la classificació general

### Resultats al Giro d'Itàlia
- 2005. 104è de la classificació general. Vencedor d'una etapa
- 2007. 58è de la classificació general
- 2008. Abandona (2a etapa)
- 2009. 152è de la classificació general

### Resultats a la Volta a Espanya
- 2004. Abandona (17a etapa). Vencedor d'una etapa
- 2010. No surt (18a etapa)